# Manuel Cortés Quero
Manuel Cortés Quero, també conegut com «El topo de Mijas», (1906 - 1991) va ser un polític espanyol, militant del Partit Socialista Obrer Espanyol i darrer alcalde republicà de l'Ajuntament de Mijas (Màlaga) entre el 3 de març i el 23 de novembre de 1936.

## Biografia
Manuel Cortés, nascut el 1906, militant socialista, fou alcalde de Mijas durant gairebé 9 mesos de l'any 1936, l'any de l'esclat de la Guerra civil espanyola, fins que va fugir del municipi el 23 de novembre per salvar-se de morir afusellat pels franquistes. Tornà d'incògnit la nit del 17 de novembre de 1939, iniciant un llarg confinament en el seu propi domicili que duraria 30 anys.
Els dos primers anys de reclusió, es va ocultar a casa del seu pare adoptiu, Fernando Flores, fins que la seva dona, Juliana, va llogar una casa al carrer Capitán Cortés, on van construir-hi un petit zulo sota l'escala. Deu anys més tard, els Cortés van comprar una casa al mateix carrer, i Manuel es va disfressar d'anciana per travessar el carrer de matinada i traslladar-se de casa. Hi viuria els seus últims divuit anys de reclusió, a la segona planta, darrere un armari, en una habitacle sempre amb llum artificial, tot i que molt més gran i còmode que els dos zulos anteriors.
Quan el 28 de març de 1969 va escoltar en el seu aparell de ràdio la notícia que el Govern havia decretat la prescripció dels delictes comesos fins l'1 d'abril de 1939 (és a dir, el dia que feia 30 anys del final de la guerra), va prendre la decisió d'abandonar el seu tancament. El llavors alcalde de Mijas, Miguel González Berral, el va acompanyar a la Comandància de la Guàrdia Civil de Màlaga, on va escoltar del tinent coronel comandant del post el que tants anys va esperar sentir: "és vostè lliure".
Va ser fundador del PSOE local, i el va presidir fins a la seva defunció el 1991.

## Homenatges
La seva peripècia va ser recollida en les obres de Manu Leguineche i Jesús Torbado Carro ("Los topos", 1977) i Ronald Fraser ("Escondido", "In hiding: the life of Manuel Cortés", 1972).
A la Casa Museu de Mijas es pot visitar una recreació de la que va ser la seva casa i amagatall durant 30 anys.
En 2012 s'estrena el documental d'animació, 30 años de oscuridad de Manuel H. Martín, en el qual es conta la història dels topos, entre ells Manuel Cortés. El 2015, el PSOE de Mijas inaugurà una seu en honor seu, 'La Casa del Pueblo de Mijas Pueblo: Manuel Cortés, el topo de Mijas', que es troba en el cèntric carrer Carril de l'entorn del poble. A la inauguració, realitzada el 7 de març, van acudir centenars de veïns per a recordar la seva figura al costat de la seva neta, María Peña.
La seva vida va servir d'inspiració als directors de la pel·lícula La trinchera infinita de 2019.